# Andrew Abruzzo
Andrew Abruzzo (Filadelfia, 18 novembre 1999) è un nuotatore statunitense.

## Palmarès
- Giochi panamericani

Lima 2019: oro nei 400 m sl, negli 800 m sl e nella 4 × 100 m sl mista.
- Mondiali giovanili

Indianapolis 2017: oro nei 400 m sl, negli 800 m sl e nei 1500 m sl.